# 576 Emanuela
576 Emanuela este un asteroid din centura principală, descoperit pe 22 septembrie 1905, de Paul Götz.